# Судан на Летњим олимпијским играма 2008.
Судану је ово било десето учествовање на Летњим олимпијским играма. На Олимпијским играма 2008, у Пекингу, у Кини учествовао је са 9 учесника (5 мушкараца и 4 жене), који су се такмичили у 2 индивидуална спорта.
На свом јубиларним (десетом) учешћу Судан је добио првог освајача олимпијске медаље. То је био атлетичар Исмаил Ахмет Исмаил који је у трци на 800 метара стигао други и освојио сребрну медаљу.
Заставу Судана на свечаном отварању Олимпијских игара 2008. носио је атлетичар Абубакир Каки, најмлађи члан екипе са 19 година.

## Освајачи медаља

### Сребро
- Ахмет Исмаил - атлетика, 800 метара

## Спортисти Судана по дисциплинама
| Спорт      | Мушкарци | Жене | Укупно |
| ---------- | -------- | ---- | ------ |
| Атлетика   | 4        | 4    | 8      |
| Пливање    | 1        | 0    | 1      |
| Укупно (2) | 5        | 4    | 9      |

## Атлетика

#### Мушкарци
| Атлетичар Лични рекорд      | Дисциплина | Група    | Група         | Четвртфинале     | Четвртфинале     | Полуфинале       | Полуфинале       | Финале           | Финале | Детаљи |
| Атлетичар Лични рекорд      | Дисциплина | Резултат | Место         | Резултат         | Место            | Резултат         | Место            | Резултат         | Место  | Детаљи |
| --------------------------- | ---------- | -------- | ------------- | ---------------- | ---------------- | ---------------- | ---------------- | ---------------- | ------ | ------ |
| Нагмелдин Али Бабукар 44,93 | 400 м      | 47,12    | 8 у гр. 3     | Није се пласирао | Није се пласирао | Није се пласирао | Није се пласирао | Није се пласирао | 50/56  |        |
| Абубакер Каки 1:42,69       | 800 м      | 1:46,98  | 1 у гр. 2 КВ. |                  |                  | 1:49,19          | 8 у гр. 3        | Није се пласирао | 24/56  |        |
| Исмаил Ахмет Исмаил 1:44,34 | 800 м      | 1:45,87  | 2 у гр. 5 КВ  |                  |                  | 1:44,91          | 2 у ПФ 2 КВ      | 1:44,70          | 2      |        |
| Абдела Абделгадир 1:42,69   | 1.500 м    | 3:47,65  | 13 у гр. 3    | Није се пласирао | Није се пласирао | Није се пласирао | Није се пласирао | Није се пласирао | 46/51  |        |

#### Жене
| Атлетичарка Лични рекорд | Дисциплина       | Група                                      | Група                                      | Четвртфинале                               | Четвртфинале                               | Полуфинале                                 | Полуфинале                                 | Финале                                     | Финале                                     | Детаљи |
| Атлетичарка Лични рекорд | Дисциплина       | Резултат                                   | Место                                      | Резултат                                   | Место                                      | Резултат                                   | Место                                      | Резултат                                   | Место                                      | Детаљи |
| ------------------------ | ---------------- | ------------------------------------------ | ------------------------------------------ | ------------------------------------------ | ------------------------------------------ | ------------------------------------------ | ------------------------------------------ | ------------------------------------------ | ------------------------------------------ | ------ |
| Nawal El-Jack 51,91      | 400 м            | 52,77                                      | 3 гр 6. КВ                                 |                                            |                                            | 54,18                                      | 8 у 3 ПФ                                   | Није се пласирала                          | 24/53                                      |        |
| Muna Jabir Adam 54,93    | 400 м препоне    | 57,16                                      | 5 у гр. 4                                  |                                            |                                            | Није се пласирала                          | Није се пласирала                          | Није се пласирала                          | 23/28                                      |        |
| Муна Дурка 9:47,41       | 3.000 м препреке |                                            |                                            |                                            |                                            | 9:53,09                                    | 9 у ПФ 2                                   | Није се пласирала                          | 38/51                                      |        |
| Yamilé Aldama 15,25      | троскок          | Нема ниједан исправан скок па нема пласман | Нема ниједан исправан скок па нема пласман | Нема ниједан исправан скок па нема пласман | Нема ниједан исправан скок па нема пласман | Нема ниједан исправан скок па нема пласман | Нема ниједан исправан скок па нема пласман | Нема ниједан исправан скок па нема пласман | Нема ниједан исправан скок па нема пласман |        |

## Пливање

#### Мушкарци
| Пливач     | Дисциплина    | Група | Група    | Полуфинале       | Полуфинале       | Финале           | Финале  | Детаљи |
| Пливач     | Дисциплина    | Време | Пласман  | Време            | Пласман          | Време            | Пласман | Детаљи |
| ---------- | ------------- | ----- | -------- | ---------------- | ---------------- | ---------------- | ------- | ------ |
| Ахмед Адам | 50 м слободно | 30,12 | 8 у гр 4 | Није се пласирао | Није се пласирао | Није се пласирао | 93/97   |        |